# 陳明銶
陳明銶（英語：Chan Ming Kou，1949年—2018年10月29日），中國歷史學家，史丹福大學東亞研究中心客座研究員。他亦是早期海外香港研究的重要奠基人，長期為香港的海外影響搭建平台，促成不同派別聲音的傳播。其主要學術著作包括與澳門大學教授余永逸合編的《China’s Macao Transformed: Challenge & Development in the 21st Century》和與澳門理工學院名譽教授饒美蛟合編的《嶺南近代史論 : 廣東與粤港關係，1900-1938》，以及有八十篇有關中國歷史、中葡關係、廣東香港與澳門研究的論文發表在國際學報和論文集。

## 經歷
陳明銶是新寧鐵路公司總理兼總工程師陳宜禧的第五代子孫，他在香港出生，中學畢業後赴美留學，在愛達荷州立大學社會科學取得學士學位、在華盛頓大學歷史學取得碩士，1975年於史丹福大學取得博士學位。畢業後在史丹福大學胡佛研究所擔任研究員，直至1980年回流香港，於香港大學任教歷史系至1997年。後來他重回史丹福大學，在胡佛研究所、東亞研究中心任職。他亦在另外數間美國學府有過任教經歷，曾出任斯沃斯莫爾學院和格林內爾學院講座教授，以及在加州大學、杜克大學和曼荷蓮學院任教。
1970年代，香港還未進入國際視野，當時陳明銶已在美國研究香港，其碩士論文關注廣東省與香港關係，博士論文以嶺南地區的連帶切入，研究中國工運史。
陳明銶長期為香港的海外影響搭建平台，促成不同派別聲音的傳播。2006年，他邀請饒戈平、王振民做主講嘉賓，在加拿大滑鐵盧大學的會議談中方對《基本法》的觀點。2007年，在史丹福大學舉辦「特區十年研討會」。2016年，在黃之鋒等人受邀訪美的過程中，他也曾協助美國西岸的幾所大學主辦機構了解香港的情況。2017年11月13日，他作為會議組織者在美國史丹福大學組織「中國香港特別行政區二十年：跨學科視野」，並在加州大學柏克萊分校、加州大學洛杉磯分校和多倫多大學依次舉辦分會，目的是就香港特區成立20年的現狀展開討論。在一連三日的會議中除了有學術界人士參與外，也邀請到多名中港政界人士，包括民主黨創黨主席李柱銘、民建聯創黨主席曾鈺成、中聯辦法律部部長王振民及香港資深媒體人程翔。
2018年10月29日，陳明銶在準備前往香港時在舊金山國際機場候機室心臟病突發逝世，享壽69歲。

## 立場與見解
陳明銶在接受訪問時表示自己是「中國本位」，但不是狹義上的「中國中心」，他反對港獨和台獨等分離主義，但是也指出中國中央政府也要「想辦法留住他們，不能罵兩句就好了」。他說在香港、美國及其他地方講孫中山和港澳關係，都要提出他說過的五點：一，獨立自主，不受壓迫的中國；二，同一團結的中國；三，現代化、不落後的中國；四，富國強民的中國；五，自由、民主、法治的中國。他指出「愛國派」的報導有時候會漏掉最後一點：「愛國為什麼不能和自由、民主、法治相容呢？我答不出來。」他以銅鑼灣書店事件為例，批評中國當局在事件中的跨境執法，並表示該事件彰顯了一國兩制的不被尊重。他指出，隨著香港年輕世代與北京政府越來越疏離，呼籲中國當局正視香港內部存在的民生與政治困境，坦然面對治理上的錯誤，而非一昧的責備香港，誠實面對香港治理的錯誤與困境，而非一再粉飾太平。對於香港工委及新華社香港分社在1967年將文化大革命風潮引入香港並發起六七暴動，陳明銶指出港共團體為了迫使港英政府屈服而發動的炸彈襲擊浪潮開創了城市恐怖主義的先河。